# Петар Стипетич
Петар Стипетич (хорв. Petar Stipetić; нар. 24 жовтня 1937 — пом. 14 березня 2018) — хорватський генерал, учасник війни Хорватії за незалежність, начальник Генерального штабу Збройних сил Хорватії з 2000 по 2002 рік.

## Освіта та служба в Югославській Народній Армії
Стипетич народився в робітничо-селянській сім'ї в Огуліні, де й навчався у початковій та середній школі. Його батько перебивався сякими-такими заробітками на будівельних майданчиках, а мати працювала в сільському господарстві. 1956 року Петар вступив у Військову академію сухопутних військ ЮНА (хорв. Vojna akademija Kopnene vojske JNA), яку успішно закінчив 1959 р. у званні підпоручника За його словами, в юності він не мав наміру ставати військовиком, насправді, він хотів навчатися на факультеті будівництва Загребського університету, але військова академія була тим єдиним, що він міг на той час собі дозволити. Після першого курсу він подумував про те, щоб покинути академію, але з часом передумав.
Першою його посадою була командир взводу інженерного полку Югославської Народної Армії у Требинє, яку він обіймав три роки. Взвод Стипетича виконував будівельні роботи на різних об'єктах — від аеропорту Дубровника до Зеленгори, Велебіту, Боки Которської та Бріунів. Він не був м'яким командиром, але був справедливим, ніколи не наживався на солдатах, завжди ставився до військовослужбовця як до людини, і вояки цінували його за це.
1967 року Стипетичу як зразковому офіцеру ЮНА запропонували стати слухачем Вищої військової академії сухопутних військ ЮНА у Белграді. Він успішно склав вступний іспит і закінчив Академію 1969 р. з відзнакою. Після того дістав призначення командиром батальйону в Ловрані. На рік раніше відведеного строку його підвищили у званні до майора, а після двох років служби в Ловрані призначили начальником штабу інженерного полку у Карловаці. Пробувши у Карловаці лише місяць, він передислокувався зі своїм полком у Загреб. 1975 року дістав направлення у «Військову школу ЮНА» в Белграді, яку закінчив через рік із відзнакою. Після того був призначений командиром «навчального інженерного полку ЮНА» у Карловаці. Там його звинуватили в націоналістично-пораженському ухилі і за наполяганням Союзу комуністів Хорватії змістили з посади командира полку.
Після звільнення з посади його призначили завідувачем кафедри тактики Вишкільного центру ЮНА у Карловаці. Через півтора року Стипетич попрохав про переведення його в Республіканський штаб територіальної оборони в Загребі на посаду керівника курсів для офіцерів запасу ЮНА, яку обіймав з 1979 р. Опісля був призначений начальником інженерних військ 5-ї військової округи ЮНА. З 1986 по 1989 р. був командиром оборони міста Загреб, а з 1989 р. перебував на посаді начальника оперативного відділу 5-го військового округу ЮНА. Указом Президента СФРЮ 1989 р. підвищений у званні до генерал-майора.
Під час десятиденної війни в Словенії 1991 р. начальник Генерального штабу ЮНА генерал-лейтенант Благоє Аджич приїхав у Загреб і різко розкритикував провідних генералів 5-го військового округу, звинувачуючи їх у «недбалому» керуванні армією після того, як ті не віддали наказів у зв'язку з конфліктом у Словенії. Незабаром генерал Стипетич вирішив залишити ЮНА та приєднатися до хорватської армії, що саме формувалася. На той час Стипетич вже підтримував контакти з генералом Мартіном Шпегелем, який тоді був міністром оборони Хорватії.

## Хорватська війна за незалежність
Після початку сутичок у Хорватії у вересні 1991 р. перейти на бік хорватської сторони запропонував Стипетичу Президент Франьо Туджман. Стипетич дав згоду, але попросив Президента тримати це кілька днів у таємниці, поки він не владнає деякі питання в ЮНА. Туджман погодився, але всупереч цьому того ж дня зробив заяву у хорватських ЗМІ про перехід Стипетича, чим поставив його тоді в дуже незручне становище. Його призначили заступником тогочасного начальника Генштабу Антона Туса, де він відповідав за встановлення лінії фронту від Східної Славонії до Дубровника через усю країну. Він також вів переговори з повсталими сербами і незабаром став командувачем Осієцького військового округу та Славонського фронту. У грудні 1992 р. Стипетича було призначено командиром Загребської військової округи а у вересні 1994 р. перевели до Генерального штабу на посаду помічника начальника Генштабу з питань смуги бойових дій.
Мало кому відомо, що генерал Стипетич був першим хорватським офіцером, який ходив по ще окупованому сербськими повстанцями Книні у парадній хорватській військовій формі. Це сталося на перемовинах у Книні під керівництвом двох мирових посередників лорда Девіда Оуена та Торвальда Столтенберга, де генерал входив до хорватської переговірної делегації як представник армії.
19 травня 1995 Стипетич отримав чергове звання генерал-полковника. На час операції «Блискавка» 1995 р. був координатором бойових дій у напрямку Стара Градішка—Окучани. Стипетич брав участь у визволенні західної Славонії та був одним із командувачів операції «Буря», під час якої був спочатку призначений командувачем хорватських військ у східній Славонії, де очікувався контрнаступ сербів. Однак після невдалого наступу хорватської армії в області Банія Президент Туджман наказав йому взяти на себе командування на цій ділянці наступу та покращити ситуацію. Після приїзду Стипетич змінив плани атаки і наказав військам під його командуванням обійти опорні пункти противника, в результаті чого хорватська армія досягла прориву, а 21-й Кордунський корпус Армії Республіки Сербської Країни згодом здався. Після здачі командир 21-го Кордунського корпусу Чедомир Булат, колишній товариш Стипетича по Югославській Народній Армії, привітав його:
Доповідаю, командир 21-го Кордунського корпусу полковник Чедомир Булат здає Вам корпус, і я вітаю хорватську армію з перемогою!
Після залагодження формальностей капітуляції Стипетич безуспішно намагався закликати біглих сербських мирних жителів залишитися у домівках. Він також дозволив усім офіцерам розгромленого війська зберегти при собі особисту зброю.

## Після війни
10 березня 2000 р. Стипетич призначений начальником Генерального штабу. Цю посаду обіймав до своєї відставки 30 грудня 2002 р. У січні 2018 р. переніс інсульт і через два місяці помер у Загребі.
Поряд із генералом Тусом він був єдиним колишнім командиром ЮНА, якого заочно судили за зраду та дезертирство в Белграді.

## Відзнаки
14 вересня 1998 р. Стипетич був названий почесним громадянином Огуліна, a 2 серпня 2012 названий почесним громадянином Глини. Він також удостоєний кількох відзнак:
|          | Орден Ніколи Шубича Зринського        |
|          | Орден бана Єлачича                    |
|          | Медаль у пам'ять про Вітчизняну війну |
|          | Орден хорватського трилисника         |
|          | Орден хорватського плетива            |
|          | Пам'ятна медаль вдячності батьківщини |
| Джерело: |                                       |